# Pancake Thomas
Cleveland "Pancake" Thomas (Baton Rouge, Luisiana, 2 de diciembre de 1993) es un jugador de baloncesto estadounidense que pertenece a la plantilla del REG de la RBL de Ruanda. Con 1,93 metros de estatura, juega en la posición de escolta.

## Trayectoria deportiva

### Universidad
Tras pasar dos años en los New Mexico Lobos , una temporada en Hartford Hawks y la última temporada universitaria en las filas de Western Kentucky Hilltoppers, en Florida, donde realizaría un promedio de 13.8 puntos, 3.3 rebotes y 2.6 asistencias por encuentro.

### Profesional
Tras no ser elegido en el Draft de la NBA de 2017, fichó primero por el Mitteldeutscher BC de la Basketball Bundesliga y luego por el Pallacanestro Cantú de la Serie A, pero finalmente no jugó para ninguno de los dos clubes. 
El 6 de septiembre de 2021, Pancake se unió al AS Apollon Patras de la A1 Ethniki griega, para disputar la temporada 2021-22.
En febrero de 2024 se incorporó a los Halcones de Ciudad Obregón del CIBACOPA de México, luego de haber jugado fugazmente en equipos de Tanzania, Irak y Siria.